# Doloclanes kisoensis
Doloclanes kisoensis är en nattsländeart som först beskrevs av Tsuda 1942.  Doloclanes kisoensis ingår i släktet Doloclanes och familjen stengömmenattsländor. Inga underarter finns listade i Catalogue of Life.